# Inflamasoma

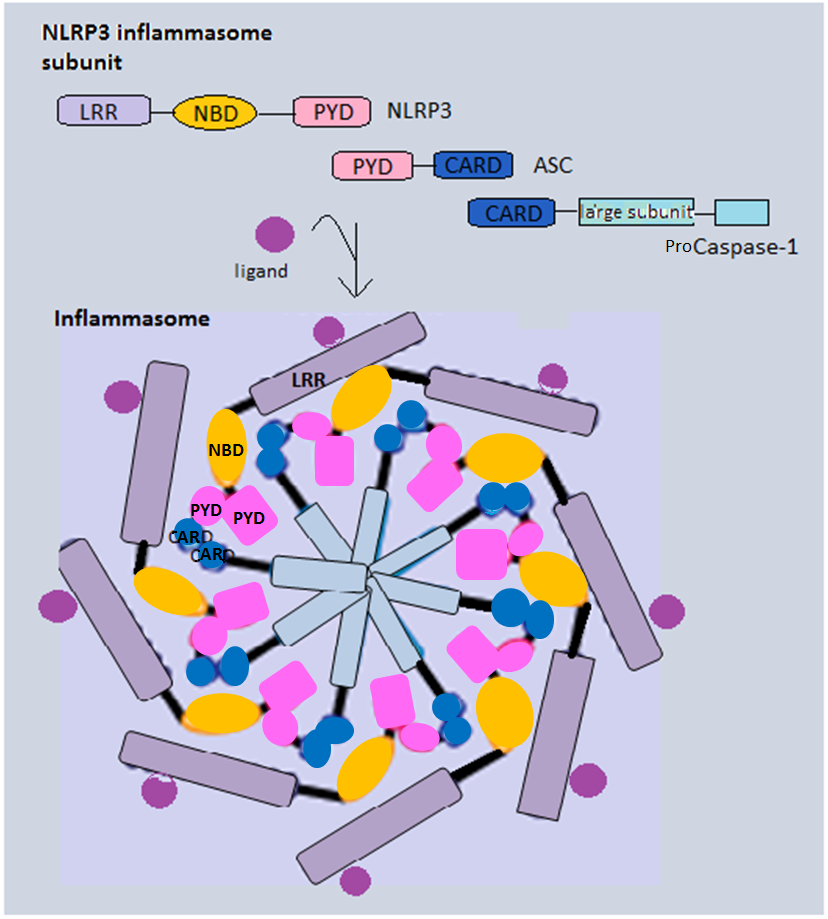
Estructura de la inflamasoma

Les Inflamasomes són complexos multiproteïnics oligomèrics citosòlics responsables de l'activació de les respostes inflamatòries del sistema immunitari innat. L'activació i el muntatge de la inflamasoma promou l'escissió proteolítica, la maduració i secreció de citocines proinflamatòries interleucina 1 i interleucina 18, així com l'escissió de Gasdermina D. El fragment N-terminal resultant d'aquesta escissió indueix una forma proinflamatòria de mort cel·lular programada diferent de l'apoptosi, coneguda com a piroptosi, i és responsable de la secreció de les citocines madures, presumiblement a través de la formació de porus a la membrana plasmàtica. En el cas de la desregulació de l'activació inflamasoma, pot aparèixer un assortiment de malalties principals, com ara càncer, malalties autoimmunes, metabòliques i neurodegeneratives.
Tradicionalment, les inflamasomes han estat estudiades principalment en les cèl·lules immunes especialistes del sistema immunitari innat, com macròfags. Tanmateix, estudis més recents indiquen alts nivells d'expressió del component inflamasoma en els teixits de barrera epitelial, on s'han demostrat que representen una important primera línia de defensa. L'activació inflamatòria s'inicia per diferents tipus de receptors de reconeixement de patrons citosòlics (PRR) que responen a patrons moleculars associats a patògens (PAMP) o a patrons moleculars associats al perill (DAMP) generats per la cèl·lula hoste. Els receptors de reconeixement de patrons implicats en inflamasomes comprenen NLRs (domini d'oligomerització que uneix nucleòtids i receptors que contenen repetició rica en leucina), així com AIM2 (absent en el melanoma 2), IFI16 (proteïna induïble IFN 16) i pirina. Mitjançant el seu domini d'activació i reclutament de caspasa (domini CARD) o pirina (PYD), els receptors inflamasomes interactuen amb la proteïna adaptadora ASC, que després recluta pro-Caspasa 1 a través del seu domini CARD i activa l'efector caspasa a través de l'escissió proteolítica. La Caspasa 1 activada finalment escindeix les citocines proinflamatòries immadures pro-Interleucina 1 beta i pro-Interleucina 18, així com Gasdermina D, que són responsables de la senyalització inflamatòria i la mort de cèl·lules piroptoses, respectivament. A més d'aquests anomenats inflamasomes canònics, diferents estudis també van descriure complexos inflamasomes no canònics que actuen independentment de la caspasa 1. En els ratolins, l'inflamasoma no canònica s'activa mitjançant la detecció directa del lipopolisacàrid citosòlic bacterià (LPS) per Caspasa 11, que posteriorment indueix la mort de cèl·lules piroptòtiques. A les cèl·lules humanes, les corresponents caspases de l'inflamasoma no canònic són la caspasa 4 i la caspasa 5.

## Paper en la immunitat innata
Durant una infecció, una de les primeres formes de defensa emprada per la resposta immune innata és un grup de receptors de reconeixement de patrons (PRR) codificats en la línia generacional ascendent per reconèixer els patrons moleculars expressats per patògens invasors (PAMP). Aquests poden estar a la superfície de la membrana, per exemple Receptors semblants als Toll (TLR) i receptors de lectina tipus C (CLR) o a l'interior del citoplasma, per exemple Receptors semblants als Node (NLR) i receptors semblants als RIG-I (RLR). Els complexos d'inflamasomes estan activats per un subconjunt de PRR citosòlics que reconeixen una varietat de PAMP i DAMP microbians generats per la mateixa cèl·lula. Com a part del sistema immunitari innat, els inflamasomes tenen un paper important en la inducció de cascades inflamatòries i la coordinació de les defenses de l'hoste, tant mitjançant l'activació com la secreció de citocines proinflamatòries i la inducció d'una forma especialitzada de mort cel·lular programada per estimulació immune anomenada piroptosi. Tradicionalment, els inflamasomes s'han estudiat principalment en cèl·lules immunes innates professionals com els macròfags. Més recentment, però, diversos estudis van descriure diversos inflamasomes epitelials i van destacar el seu paper crucial com a primera línia de defensa. Atès que les cèl·lules epitelials alineen teixits de barrera importants com els intestins, els seus inflamasomes estan posicionats de manera òptima per reconèixer els microbis invasors en el primer punt d'interacció.